# Абрит
Абрит (болг. Абрит) — село в Болгарії. Його стара (римська) назва — Аптаат. Знаходиться в Добрицькій області, входить в громдаду Крушарі. Населення становить 259 людей.

## Політична ситуація
У місцевому кметстві Абрит, до складу якого входить Абрит, посада Кметі (старости) виконує Осман Шефкет Осман (Рух за права та свободи (ДПС)) за результатами виборів.
Кмети (мер) общини Крушарі — Добрі Стоянов Стефанов (Рух за права та свободи (ДПС)) за результатами виборів.

## Пам'ятки
На початку II століття н. е. римським воєначальником Елієм Пауліном на місці села було встановлено барельєф на честь богині Епони.

## Карти
- Положення на електронній карті bgmaps.com[недоступне посилання з червня 2019]
- Положення на електронній карті emaps.bg[недоступне посилання з лютого 2019]
- Положення на електронній карті Google